# Jack Jersey sings country
Jack Jersey sings country is een muziekalbum met countrymuziek van Jack Jersey uit 1976. Me and Bobby Mc-Gee en After sweet memories bracht hij ook uit op een single, eveneens als Gone girl die hij een jaar eerder ook al op zijn kerstalbum A Christmas show had meegenomen met een kleine (Kerst-)tekstaanpassing. 
Het album stond 4 weken in de Album Top 100 met nummer 12 als hoogste notering. Bij Veronica piekte het album op nummer 15. De elpee werd bekroond met goud.

## Nummers
| Nr. | naam                            | schrijver                                      | duur |
| --- | ------------------------------- | ---------------------------------------------- | ---- |
| A1  | Me and Bobby Mc-Gee             | Kris Kristofferson                             | 2:46 |
| A2  | After sweet memories            | Kent Robbins                                   | 2:45 |
| A3  | No other love                   | Fryderyk Chopin, Paul Weston EN Bob Russell    | 2:44 |
| A4  | Gone girl                       | Jack Clement en Jack de Nijs                   | 4:00 |
| A5  | Sing me back home               | Merle Haggard                                  | 2:39 |
| A6  | The reason why                  | Jack de Nijs                                   | 2:04 |
| B1  | Help me make it thru' the night | Kris Kristofferson                             | 3:06 |
| B2  | Love lovin' lover               | Jack de Nijs, Jacques Verburgt en Betts        | 2:14 |
| B3  | Let it be me                    | Gilbert Bécaud, Manny Curtis en Pierre Delanoë | 2:50 |
| B4  | How many                        | Jack de Nijs en Jacques Verburgt               | 3:04 |
| B5  | Hello darling                   | Conway Twitty                                  | 2:28 |
| B6  | Mary Jane                       | Jack de Nijs en Jacques Verburgt               | 2:25 |